# 일본의 핵무기 개발
일본의 핵무기 개발(日本の原子爆弾開発)은 제2차 세계대전 동안 일본 제국은 핵무기를 개발하려던 일련의 과정을 말한다.
독일의 경우와 사실상 마찬가지로 개발에 필요한 여러 가지 제반 사항이 매우 부족하여 핵무기 설계도 못하여 개발을 하지 못하였다.  현재 일본엔 1960년대 지어진 도카이 재처리 공장과 도카이 우라늄 농축 공장이 존재하지만 미·일 원자력 협약에 의하여 일본은 핵폭발 장치의 제조&연구를 못하게 되어 있으며, 일본 내의 모든 핵물질은 IAEA보장조치의 엄수와 미국, 영국, 프랑스와 맺은 조약에 따라 감시가 되고 있다.

## 개발배경
1934년, 도호쿠 대학 교수 히코사카 다다요시의 "원자 물리학 이론"이 발표되었다. 히코사카는 원자력에 의해 포함된 거대한 에너지와 원자력 발전과 무기가 모두 만들어질 수 있는 가능성을 지적했다. 1938년 12월, 독일의 화학자 오토 한과 프리츠 스트라스만은 나투르비센샤텐에게 그들이 우라늄에 중성자를 폭격한 후 바륨 원소를 발견했다고 보고하는 원고를 보냈고, 동시에 그들은 이 결과를 리스 마이트너에게 전달했다. 마이트너와 그녀의 조카 오토 로베르트 프리슈는 이 결과를 핵분열로 올바르게 해석했고 프리슈는 1939년 1월 13일 실험적으로 이것을 확인했다. 전 세계 물리학자들은 즉각 연쇄 반응이 일어날 수 있다는 것을 깨닫고 그들의 정부에 핵무기 개발 가능성을 통보했다.

## 제2차 세계대전시기
일본 원자력 프로그램의 주역은 닐스 보어의 가까운 동료이자 알버트 아인슈타인의 동시대 인물인 니시나 요시오였다.니시나는 클라인-니시나 공식을 공저했다. 니시나는 기초연구를 촉진하기 위해 1917년 도쿄에 설립된 RIKEN 연구소(물리 화학 연구소)에 1931년 고에너지 물리학을 연구하기 위해 자신의 핵 연구소를 설립했다.니시나는 1936년에 26인치(660mm) 사이클로트론을 처음 만들었고, 1937년에 220톤 사이클로트론을 60인치(1,500mm) 더 만들었다. 1938년에 일본은 캘리포니아 대학교 버클리로부터 사이클로트론을 구입하기도 했다.
독일의 4개년 계획으로 인한 독일의 일본 동맹 때문에, 일본 정부와 군부는 이미 핵 기술에서 서구를 따라잡기 위해 핵 과학을 추구해 왔다. 이것은 니시나가 양자역학을 일본에 도입할 수 있게 해주었다. 1939년 니시나는 핵분열의 군사적 잠재력을 인식했고, 미국인들이 일본에 대항하여 사용될 수 있는 핵무기를 개발하고 있다고 걱정했다. 1939년 8월, 헝가리 태생의 물리학자 레오 실라르와 유진 위그너는 아인슈타인-실라르 편지의 초안을 작성하여 "새로운 유형의 매우 강력한 폭탄"의 개발 가능성을 경고했다. 미국은 미국에서 핵분열 무기에 대한 조사를 시작했고, 이것은 결국 거대한 맨해튼 프로젝트로 발전했고, 일본이 사이클로트론을 구입한 실험실은 무기 연구의 주요 장소 중 하나가 되었다.
1940년 초여름, 니시나는 기차에서 야스다 다케오 중장을 만났다. 야스다는 당시 육군 항공부 기술 연구소의 소장이었다. 니시나는 야스다에게 핵무기 제조 가능성에 대해 말했다. 그러나, 일본의 핵개발 프로젝트는 1941년 4월 야스다가 핵무기의 가능성을 조사하라는 육군 장관 도조 히데키의 명령에 따라 행동했을 때까지 공식적으로 시작되지 않았다. 야스다는 이 명령을 RIKEN 연구소의 소장인 오코치 마사토시 자작에게 전달했고, 그는 1941년까지 100명 이상의 연구원을 보유한 원자력 연구소의 니시나에게 전달했다.

### B-리서치
한편, 일본제국 해군 기술연구소는 독자적인 조사를 진행하고 있으며, 핵무기에 대한 조언을 위해 도쿄 제국 대학의 교수들을 고용했다. 1941년 진주만 공격 전, 일본해군 기술연구소의 이토 요지 함장은 일본 해군이 핵분열을 사용할 수 있도록 허용하는 연구를 시작했다. 도쿄 제국대학의 사가네 교수와 상의한 후, 그의 연구는 핵분열이 해군의 잠재적인 동력원이 될 것이라는 것을 보여주었다.
이로 인해 1942년 7월부터 1943년 3월까지 10차례에 걸쳐 니시나가 의장을 맡은 핵물리학 응용연구위원회가 결성되었다. 일본 해군이 미드웨이 해전에서 패한 후, 이토 대위는 1942년 6월 말까지 "B-리서치"("진 프로젝트"라고도 함)로 지정된 새로운 유형의 핵무기 개발을 제안했다. 1942년 12월, 프로젝트의 깊숙한 곳에서, 원자 폭탄이 원칙적으로 실현 가능하지만, "일본 과학자들은 심지어 미국조차도 전쟁의 결과에 영향을 미치는 원자력의 적용을 제때에 실현하는 것이 어려울 것이라고 믿었다." 이로 인해 해군은 흥미를 잃고 대신 레이더 연구에 집중하게 되었다.

### 니고 프로젝트
1942년 육군은 낙담하지 않았고, 위원회가 보고서를 발표한 후 곧 리켄에서 니고 프로젝트("두 번째 프로젝트")라는 실험 프로젝트를 시작했다. 그것의 목적은 전자기 분리, 기체 확산, 원심 분리와 같은 다른 방법을 무시하고 열 확산에 의해 우라늄-235를 분리하는 것이었다. 1944년 봄까지, 니시나 프로젝트는 클루시우스 튜브를 통한 충분하지 않은 육불화 우라늄 때문에 거의 진전을 이루지 못했다. 구리 튜브 내에 이전에 제공된 우라늄은 부식되었고 프로젝트는 U-235 동위원소를 분리할 수 없었다.
1945년 2월, 소수의 과학자들이 RIKEN 복합체의 기초 분리막에서 소량의 물질을 생산하는 데 성공했다. 분리 프로젝트는 1945년 3월 USAF의 도쿄 대공습으로 인한 화재로 건물이 파괴되면서 끝이 났다. 우라늄 더미를 만들려는 시도는 없었고, 중수를 이용할 수 없었지만, 니시나의 분리기를 담당한 타케우치 마사는 우라늄 원석에서 우라늄-235 5%~10%까지 농축될 수 있다면 경수로 충분할 것이라고 계산했다.
이러한 실험이 진행되는 동안, 육군과 해군은 후쿠시마현 이시가와 마을에서 우라늄 정련시설을 만들었고 한국, 중국, 버마에 이르는 지역에서 우라늄 광석을 찾았다. 일본은 또한 나치 독일 등 동맹국들에게 우라늄을 요청했고, 560kg의 가공되지 않은 산화 우라늄이 1945년 3월말 독일 잠수함 U-234은 킬항을 출항해서 일본으로 향했지만, 독일의 항복 이후 대서양에서 미군에게 항복했다. 우라늄 산화물은 "U-235"로 표시되었는데, 이것은 잠수함의 이름을 잘못 표시했을 수 있고 정확한 특성은 알려지지 않았다. 일부 군사전문가들은 그것이 무기급 물질이 아니며 항공연료에 사용될 합성 메탄올 생산에 사용하기 위한 것이라고 믿는다.
이 공격은 또한 효과적으로 클루시우스 관과 일본이 전쟁에 유리하게 영향을 미치고 핵무기에서 서구와 경쟁할 수 있는 때에 원자폭탄을 생산할 수 있는 기회를 파괴했다. 역사학자 윌리엄스에 따르면, "독일의 원자력 프로젝트를 방해했던 충분한 고품질 우라늄의 부족은 또한, 밝혀진 바와 같이, 폭탄을 만들려는 일본의 시도를 방해했다. "이것이 맨하탄 프로젝트 인텔리전스 그룹의 결론이었는데, 그는 또한 일본의 핵 물리학자들이 다른 나라의 핵 물리학자들과 마찬가지로 뛰어나다고 보고했다.

### F-Go 프로젝트
1943년, 다른 일본 해군 사령부는 교토 제국 대학의 아라카츠 분사쿠 아래에서 핵연구 프로그램인 F-Go 프로젝트를 시작했다. 아라카츠는 케임브리지의 캐번디시 연구소에서 어니스트 러더퍼드 밑에서, 베를린 대학에서 알버트 아인슈타인 밑에서 몇 년을 공부했다. 니시나 다음으로, 아라카츠는 일본에서 가장 유명한 핵물리학자였다. 그의 팀에는 1949년 노벨상을 받은 최초의 일본 물리학자가 된 유카와 히데키가 포함되어 있다.
전쟁 초기에 해군 연구소 화학과장인 기타가와 사령관은 아라카츠에게 우라늄-235의 분리 작업을 수행할 것을 요청했다. 작업은 천천히 진행되었지만, 전쟁이 끝나기 직전에 그는 60,000 rpm으로 회전하는 초중심 원심 분리기를 설계했고, 그는 필요한 결과를 달성할 것이라고 희망했다. 일본이 항복하기 전에 기계의 설계만 완료되었다.
아라카츠와 니시나의 만남 이후, 1944년 봄 일본 핵무기 개발의 진전이 없었기 때문에 육군-해군 기술 집행 위원회가 결성되었다. 이것은 1945년 7월 21일 F-Go 프로젝트 과학자들의 유일한 지도자 회의로 이어졌다. 회의 후, 핵무기 연구는 '빌딩 49'로 알려진 동위원소 분리 연구시설이 파괴되면서 끝이 났다.
일본의 항복 직후, 9월 일본에 배치되었던 맨해튼 프로젝트의 원자폭탄 미션은 F-Go 프로젝트가 한국과 규슈의 전해 암모니아 공장으로부터 한 달에 20g의 중수를 얻었다고 보고했다. 사실, 산업가 노구치 준은 몇 년 전에 중수 생산 프로그램을 시작했다. 1927년 일본의 재벌 노구치(野口) 그룹이 함경남도 흥남에 조선질소비료주식회사 소속 질소비료공장를 설립했다. 이곳은 비료 생산을 위한 암모니아를 생산하는 산업 단지의 장소가 되었다. 그러나 노르웨이 베모크의 노르스크 하이드로와 생산량이 맞먹을 수 있는 중수 생산 시설의 가용성에도 불구하고, 일본인들은 교토의 중수를 감속재로 사용하여 중성자 증식 연구를 수행하지 않은 것으로 보였다.

### 전후의 여파
1945년 10월 16일 니시나는 생물학 및 의학 연구를 위해 리켄 연구소에서 2개의 사이클로트론을 사용하는 것에 대한 미국 점령군의 허가를 구했지만, 11월 10일 워싱턴에 있는 미국 전쟁 장관으로부터 교토 대학와 오사카 대학의 리켄에서 사이클로트론을 파괴하라는 지시를 받았다. 리켄의 사이클로트론은 분해되어 도쿄만으로 던져졌다.
이 파괴에 대한 항의 편지에서 니시나는 리켄의 사이클로트론은 핵무기 생산과 무관하지만, 대형 사이클로트론은 공식적으로 Ni-Go 프로젝트의 일부였다고 썼다. 니시나는 사이클로트론이 단순히 장치 작업을 계속할 수 있도록 원자력 사용을 위한 기초 연구에 기여할 수 있다고 제안함으로써 프로젝트 내에 그것을 배치했다. 프로젝트의 군사적 특성은 그에게 자금에 대한 접근을 제공하고 그의 연구원들이 군대에 징집되는 것을 막았다. 그는 전쟁이 끝나기 전에 일본에서 핵무기를 생산할 가능성이 전혀 없다고 보았기 때문에 이것에 대해 거리낌을 느끼지 않았다.

### 일본의 무기 실험 보고서
1946년 10월 2일, 애틀랜타 컨스티튜션 신문은 전쟁 후 한국에서 제24형사수사단의 조사관이었던 기자 데이비드 스넬이 1945년 8월 12일 함경남도 흥남 앞바다에서 일본의 원폭 실험이 성공했다고 주장하는 기사를 실었다. 1945년 9월 흥남에서 방첩을 담당했던 와카바야시 대위의 가명을 건넨 일본 장교로부터 서울에서 자신의 정보를 전달받았다고 한다. 일본의 핵물리학에 대한 전시 관심에 대한 모든 정보에 대한 엄격한 검열을 책임지고 있는 SCAP 관계자들은 스넬의 보고서를 무시했다.
1947-48년 조사에서, 그러한 프로젝트에 대해 알고 있거나 알고 있어야 했던 일본 과학자들로부터 의견을 구했다. 많은 수의 일본 과학자들이 일본을 떠나 한국으로 돌아오고 다시는 돌아오지 않는다는 증거가 부족하기 때문에 스넬의 이야기에 더 많은 의문이 제기되고 있다. 로버트 K에 의해 스넬의 진술이 반복되었다. 윌콕스는 1985년 그의 책 일본의 비밀 전쟁: 일본의 시간과의 경쟁에서 원자폭탄을 만들었다. 이 책은 또한 윌콕스가 일본이 흥남에 원자력 프로그램을 가지고 있었을지도 모른다는 정보 자료에서 나온 새로운 증거라고 말한 것을 포함했다. 에너지부 직원 Roger M의 이 책에 대한 리뷰에서 이러한 특정 보고서는 기각되었다. Military Affairs 저널에 게재된 Anders, 두 과학 역사가가 쓴 논문은 Isis, 그리고 Intelligence and National Security 저널에 또 다른 논문이다.

## 현대시기

### 독일에 제안
일본은 1960년대 서독 정부에 핵무기 개발을 함께 추진하자고 제의를 했었다가, 서독 정부로부터 거절을 당했다. 당시 일본 외무성 당국자는 "국제적으로 감시해도 핵분열 물질의 5% 정도의 추출을 막는 것은 불가능하므로 핵탄두 생산의 기반이 될 수 있다"고 말했다. 보통 원전 연료용 저농축 우라늄의 수출입 과정에서 많은 오차가 생기곤 한다.

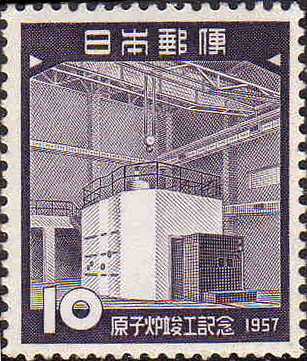
1957년 원전 완공 기념우표

2010년 일본이 한 해 동안 사용한 원전 연료용 농도 5%의 저농축우라늄(SEU)은 1,600톤이다. 1969년 일본 외교관의 "5% 발언"을 적용하면, 1,600톤의 SEU 수입량에 5%(80톤) 정도는 빼돌릴 수 있다는 의미이다. 농도 5% 저농축우라늄(SEU) 80톤은 농도 100% 고농축우라늄(HEU) 4톤이다. 농도 100% HEU 5 kg이면 TNT 20kt급 핵폭탄을 제작할 수 있으므로, 800발의 핵탄두 분량이다.

### 플루토늄 문제
플루토늄은 핵무기로 사용되는 대표적인 물질로서, 북한은 플루토늄 60kg을 보유한 것 같다고 전 세계가 크게 우려하는 정도이다. 그런데, 일본은 40톤의 플루토늄을 유럽으로부터 수입하여 보유하고 있다. 그러나, 미국과 영국, 프랑스, 독일, 그리고 IAEA과 맺은 원자력 협정에 의하여 철저하게 관리되고 있다.

### 핵연료 재처리시설 보유국
북한 영변에는 PUREX를 이용한 핵연료 재처리 시설이 존재하고 있다. 핵연료 재처리는 사용후 연료를 재처리하여 다시 원자력 발전소에서 사용할 수 있는 우라늄과 플루토늄을 추출해낼수 있다.
1977년 일본핵연료변환회사(JCO)는 미·일 원자력 협정에 의거 이바라키현 도카이촌에 재처리 공장을 지었다. 1992년 12월 롯카쇼촌에 방사성 폐기물 처분장을 완공하였으며, 2006년 3월에는 재처리 공장을 완공하였다. 2006년 현재 상업용 재처리 공장은 전 세계 5개국(일본, 러시아, 인도, 영국, 프랑스)에서 가동중에 있다.

### 우라늄 농축 시설
핵폭탄은 우라늄을 무기급의 고농도로 농축해서도 만들 수 있다. 따라서, 우라늄 농축 시설도 국제적인 규제대상이다. 일본에는 우라늄 농축 공장이 있으나, 미·일 원자력 협정에 의하여 20%이상 우라늄을 농축할 시 미국과 사전 동의를 거쳐야만 한다.

## 탄도 미사일
일본은 평화헌법 제9조에 따라 지대지 탄도 미사일을 보유하지 않는다. 해군 구축함에도 함대지 미사일의 보유가 금지되며, 공군 전투기에도 공대지 미사일의 장착이 금지되고 있는 것으로 보통 알려져 있다. 그러나, 아베 신조 총리는 2005년 관방장관 당시 지대지 핵탄두 미사일의 보유가 헌법에 위반되지 않는다고 말했다. (현재 일본은 공식적으로 군대는 없지만, 자위대라는 이름의 준군사조직이 있다.)
일본은 1966년부터 시험 발사를 하고, 1970년에 일본이 독자적으로 개발했다. 고체연료 로켓의 람다 4S로 최초의 인공위성 오스미 위성를 발사했다. 1975년에는 일부의 핵심정보가 도입할 수 없다 조건으로 미국에서 기술을 도입한 액체연료 로켓의 N-I에 인공 위성을 탑재해서 발사했다. 그리고, 당시로서 세계 최초로, 탄도 미사일은 우주발사체와 다르다고 주장하였고, 현재에도 미사일은 없는데 우주발사체만 보유한 유일한 국가이다. 그러나 전문가들은 일본의 상업용 로켓이 탄도미사일과 기술적으로 구분할 수 없다고 한다.

### 고체로켓
일본은 우주발사체 또는 관측 로켓이라는 명목으로 계속적으로 고체로켓을 개발, 발사해 왔다. 일본은 초기에 연필만한 펜슬로켓에서, 아기 크기만한 베이비 로켓부터 개발을 시작해왔다.
일반적으로는 민간용 우주발사체는 액체 연료를 사용하려 하고, 군사용 탄도 미사일은 가급적 고체 연료를 사용하려고 노력한다. 고체로켓은 장시간의 액체연료 주입과정이 없어서 정찰위성 등에 사전 포착이 안 된다. 고체연료 핵미사일은 미사일 제작시 미리 연료를 주입하여 수십 년간 지하 사일로에 보관하다가 유사시에 바로 발사만 하면 된다. 이렇듯 고체연료 로켓은 신속성이 있어 전장에 쉽게 쓰일 수 있기 때문에, 국제사회에서는 대형 고체연료 로켓 제조를 제한하고 있다.
- M-V 로켓 - 2000년 최초발사, 3단 고체로켓, 무게 140톤, 화물 1,800kg
- 엡실론 로켓 - 2013년 최초발사, 3단 고체로켓, 무게 90톤, 화물 1,200kg

## 아베 신조
아베 신조 총리는 관방 부장관이던 2002년 5월 13일, 와세다 대학교 공개강연에서 "일본이 원자탄을 갖는 건 헌법상 아무 문제가 없다."면서 "결심하면 1주일 이내에 핵무기를 가질 수 있다."고 말했다. 보통, 한 두개의 핵탄두를 가지고, "핵무기를 가졌다"고 말하지는 않는다.
대륙간 탄도 미사일과 핵탄두의 설계, 생산, 배치, 실험을 모두 완료한 상태에서, 몇 일만에 수백기의 미사일에 간단하게 핵탄두만 조립하면, 바로 목표지점을 향해 발사할 수 있게끔 핵보유를 하고 있는 나라는 이스라엘이다. 고체연료를 사용하기 때문에, 액체연료 주입과정도 없다.
영국의 제인스 그룹 군사전문가들은 이스라엘이 영국과 유사한 수준인 300개의 핵탄두를 보유하고 있으며, 거의 대부분은 조립하지 않은 채 며칠 만에 조립할 수 있는 상태로 보관 중이라고 본다. 이스라엘의 핵무기 개발 참조.

## 후쿠시마
후쿠시마 원전 사고 당시 일본은 미국의 지원을 거부하였는데, 이는 원전에 핵무기를 은닉한 것이 발각될까봐 그런 것일 수 있다는 중국의 의혹 제기가 있었다. 일본 정부는 부인했다.

## 트럼프 대통령의 한국 일본 핵무장 허용 발언
미국 대선 공화당 경선주자 도널드 트럼프가 2016년 3월 29일(현지시간) 한국과 일본, 심지어 사우디아라비아 등 보다 많은 국가들이 자체 핵무기를 필요로 할 것이라고 종전 주장을 되풀이했다.
CBS 등 현지 매체들에 따르면 트럼프는 이날 CNN 주최 타운홀 미팅에서 "핵확산을 싫어한다"면서도 "중국과 파키스탄, 러시아 등 이미 많은 국가들이 이것(핵무기)을 갖고 있다. 이제는, 어떤 의미에서, 북한이 핵무기를 가질 때 일본도 이를 갖는 게 낫지 않겠느냐?"고 반문했다.

## 연표
- 1957년 - 기시 노부스케 총리의 국회 답변. 자위를 위해 핵을 보유하는 것은 합헌이다. 기시 노부스케는 A급 전범인데 사형되지 않았다. 미국 정부에 “방위상 핵무장 필요에 쫓기게 되면 일본은 핵무장을 한다.”는 비공식 방침을 전달했고, 놀란 미국은 미일동맹 강화를 서둘렀다.
- 1961년 11월 - 이케다 하야토 총리는 방일한 딘 러스크 미 국무장관에게 “내각 안에 핵무장론자가 있다”고 말했다.
- 1964년 10월 16일 - 도쿄올림픽 기간 중에 중국 핵실험 성공. 일본 강력 반발
- 1964년 12월 - 사토 에이사쿠 총리는 에드윈 라이샤워 주일 미 대사에게 “타인이 핵을 가지면 자신도 가져야 한다는 건 상식”이라고 말했다.
- 1964년 12월 - 사토 내각 내각조사실 보고서 '중공 핵실험과 일본의 안전보장'를 정책 브레인 와카이즈미 게이가 작성. 일본이 비핵화는 유지하되, 중국보다 뛰어난 핵무장 기술을 갖고 있다는 것을 과시하여야 한다. 이를 위해 대규모 원자력 연구와 우주로켓 연구가 필요하다. 사토 에이사쿠 총리는 기시 노부스케 총리의 동생이다.
- 1965년 6월 - 미국 군비관리군축국에서 '일본의 핵무기 분야에 관한 전망'이라는 45쪽 비밀보고서 작성. 2004년 5월 10일 비밀해제[12]
  - 1971년까지 연간 30개의 핵무기를 제조할 능력이 있다.
  - 1975년까지 핵무기 탑재 대륙간 탄도미사일(ICBM)을 연간 100기 개발할 수 있다.
  - 1971년이면 핵실험이 가능하다.
- 1967년 - 사토 총리는 '핵무기를 보유하지도, 만들지도, 반입하지도 않는다'는 '비핵 3원칙'을 발표. 1974년 노벨평화상을 받았다.
- 1968년 - 사토 내각 내각조사실 보고서, 소량의 핵무기 제조는 쉬우며, 1972년 재처리 공장이 준공되면 핵무기 제조가 가능하다.
- 1969년 - 일본 외무성 비밀보고서, '외교정책의 대강' 작성. 잠재적 핵보유 능력의 필요성을 주장했다.
- 1970년 - 사토 내각 내각조사실 보고서, 일본은 세가지 이유로 핵무장이 불가능하다고 결론
  - 좁은 국토에서의 지하 핵실험 어려움
  - 산업 집중에 따른 핵공격 취약성
  - 핵무장에 따른 외교적 고립
- 1970년 2월 11일 - 일본 우주로켓 발사 성공
- 1975년 - 일본 과학기술청 원자력담당 과장이 도쿄의 영국대사관에 “일본은 3개월 안에 핵무기를 제조할 수 있다”고 말했다. 2005년 12월 28일 영국 외무부 기밀문서 공개
- 1999년 - 방위청 정무차관 니시무라 신고가 “핵무기를 갖고 있는 것이 일본의 안전보장에 유리하다”고 했다가 자리에서 물러났다.
- 2001년 - 일본 정부 고위 관료가 잡지 인터뷰에서 “3년이면 핵무장 가능하다”고 말했다.
- 2002년 5월 13일 - 아베 신조 관방 부장관의 와세다 대학 강연. “자위를 위한 필요최소한도를 넘지 않는다면, 핵무기든 재래무기든 상관없이 보유하는 걸 헌법이 금하고 있진 않다.”
- 2005년 2월 25일 - 유명한 경제평론가 오마에 겐이치. “일본은 마음먹으면 90일 안에 핵폭탄을 제조하고 미사일에 탑재할 수 있는 기술적 능력을 갖고 있다."
- 2006년 10월 9일- 북한 제1차 핵실험 성공
- 2006년 - 아베 신조 관방잔관, "일본이 원자탄을 갖는 건 헌법상 아무 문제가 없다"면서 "결심하면 1주일 이내에 핵무기를 가질 수 있다"고 말했다. 아베 신조는 외조부인 A급 전범 기시 노부스케 총리를 이상형이라고 말한다.

## 같이 보기
- 일본의 핵무장론(일본어판)
- 미일 핵반입 문제(일본어판)
- 비핵 3원칙
- 이스라엘의 핵무기 개발
- 대한민국의 핵무기 개발